# Tour de France 2006/10. Etappe
Nach dem Einrollen in der ersten Tourwoche folgte am 12. Juli die 190,5 km lange 10. Etappe der Tour de France 2006 von Cambo-les-Bains nach Pau ins Hochgebirge der Pyrenäen, durch den französischen Teil des Baskenlandes. Die Fahrer mussten insgesamt drei Pässe überwinden, darunter den Col de Soudet (1540 m, Kategorie HC) und, mit einem schwierigen Aufstieg, den Col de Marie-Blanque (1035 m, Kategorie 1). Das Etappenziel befand sich im Tal nach einer über 40 km langen Abfahrt.
Das Rennen begann sehr unruhig. Bereits kurz nach dem reellen Start bildeten sich einige Fluchtgruppen, die jedoch frühzeitig vom Feld eingeholt wurden. Erst bei km 11 konnte sich Sylvain Chavanel deutlicher absetzen. Sein Fluchtversuch endete nach 23,5 Kilometern alleiniger Flucht.
Nach 40,5 Kilometern bildete sich eine 15-köpfige Spitzengruppe, u. a. mit Jens Voigt und Juan Miguel Mercado. Am ersten Anstieg, dem Col d’Osquich, fielen Gert Steegmans und Thor Hushovd aus der Spitzengruppe heraus. Am Gipfel des Col de Soudet blieben dann nur noch Cyril Dessel und Mercado aus der Spitzengruppe übrig. Auf der Abfahrt schlossen fünf Fahrer wieder zum Führungsduo auf. Der maximale Vorsprung lag am Fuße des Col de Marie-Blanque bei 11:01 min. Am Beginn des steileren Teils des Anstieges attackierte Mercado, dessen Antritt nur Dessel folgen konnte. Zusammen erreichten sie den Gipfel mit knappem Vorsprung auf Íñigo Landaluze, der diesmal auf der Abfahrt nicht zu den zwei Führenden aufschließen konnte. Auch das Hauptfeld konnte auf den verbleibenden 42,5 Kilometern vom letzten Gipfel den deutlichen Rückstand auf Mercado und Dessel nicht entscheidend verkürzen. Auf der Zielgerade in Pau siegte Mercado vor Dessel. Im Sprint des Hauptfeldes siegte Daniele Bennati.
Am Ende der Etappe sicherte sich Cyril Dessel neben dem Gepunkteten Trikot auch das Gelbe Trikot des Gesamtführenden. Mercado nahm in beiden Wertungen die zweite Position ein.
Enttäuschend war allen voran das Auftreten des baskischen Geheimfavoriten Iban Mayo, der bereits im ersten ernst zu nehmenden Anstieg das Feld ziehen lassen musste und deutlich abgeschlagen im Grupetto ins Ziel kam. Auch der Gelb tragende Serhij Hontschar hatte am Soudet und am Marie-Blanque Probleme, genauso wie Damiano Cunego, Levi Leipheimer und Markus Fothen, der Träger des Weißen Trikots. Sie kamen am Ende aber mit dem Hauptfeld ins Ziel.

## Aufgaben
- 115 Jimmy Engoulvent – während der Etappe, anhaltende Rückenschmerzen
- 173 Laurent Brochard – vor dem Start der Etappe, anhaltende Rückenschmerzen

## Zwischensprints
1. Zwischensprint in Larceveau (37,5 km)
| Erster  | Carlos Da Cruz   | 6 P. und 6 s |
| Zweiter | Beat Zberg       | 4 P. und 4 s |
| Dritter | Manuel Quinziato | 2 P. und 2 s |

2. Zwischensprint in Laguinge (74,5 km)
| Erster  | Daniele Bennati | 6 P. und 6 s |
| Zweiter | Carlos Da Cruz  | 4 P. und 4 s |
| Dritter | Jens Voigt      | 2 P. und 2 s |

## Bergwertungen
Col d'Osquich, Kategorie 3 (50 km)
| Erster  | Cyril Dessel        | 4 P. |
| Zweiter | Christophe Rinero   | 3 P. |
| Dritter | Matthieu Sprick     | 2 P. |
| Vierter | Juan Miguel Mercado | 1 P. |

Col de Soudet, Kategorie HC (101,5 km)
| Erster   | Cyril Dessel        | 20 P. |
| Zweiter  | Juan Miguel Mercado | 18 P. |
| Dritter  | Íñigo Landaluze     | 16 P. |
| Vierter  | Christophe Rinero   | 14 P. |
| Fünfter  | Iñaki Isasi         | 12 P. |
| Sechster | Cédric Vasseur      | 10 P. |
| Siebter  | Cristian Moreni     | 8 P.  |
| Achter   | Matthieu Sprick     | 7 P.  |
| Neunter  | Daniele Bennati     | 6 P.  |
| Zehnter  | Carlos Da Cruz      | 5 P.  |

Col de Marie-Blanque*, Kategorie 1 (148 km)
| Erster   | Cyril Dessel        | 30 P. |
| Zweiter  | Juan Miguel Mercado | 26 P. |
| Dritter  | Íñigo Landaluze     | 22 P. |
| Vierter  | Christophe Rinero   | 18 P. |
| Fünfter  | Cristian Moreni     | 16 P. |
| Sechster | Iñaki Isasi         | 14 P. |
| Siebter  | Cédric Vasseur      | 12 P. |
| Achter   | Michael Rasmussen   | 10 P. |

*Die Punkte der Bergwertung werden verdoppelt, wenn der letzte Pass der Etappe der Kategorie HC, 1 oder 2 entspricht.
- Siehe auch: Fahrerfeld